# Linthal (Zwitserland)
Linthal is een plaats en voormalige gemeente in het Zwitserse kanton Glarus op 662 m hoogte en maakt sinds 1 januari 2011 deel uit van de gemeente Glarus Süd.
De plaats is voornamelijk bekend als wandelbestemming en het geeft toegang tot de Klausenpas en het vakantieoord Braunwald. In 2004 was het finishplaats in de ronde van Zwitserland. Linthal is tevens de naam van het alpendal waarin de gemeente ligt en is genoemd naar het riviertje de Linth dat erdoor stroomt.

## Geboren
- Jacques Schiesser (1848-1913), ondernemer

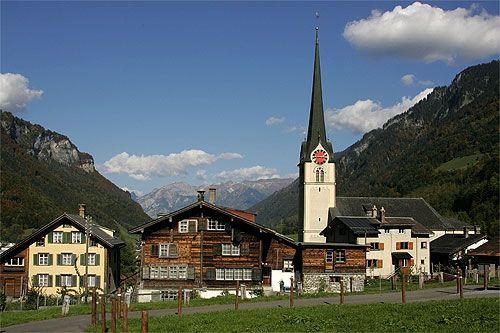
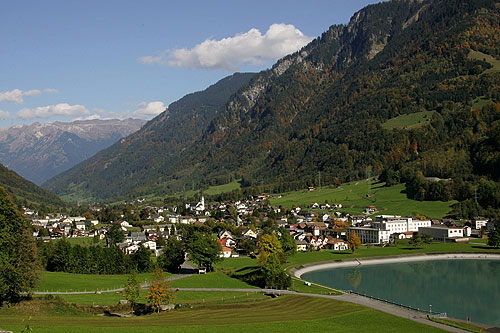

- Bibliothèque nationale de France: cb161445517 (data)
- Gemeinsame Normdatei: 4111326-3
- Historisch woordenboek van Zwitserland: 000770
- Virtual International Authority File: 79144647641248146708